# Oberrheinische Tiefebene

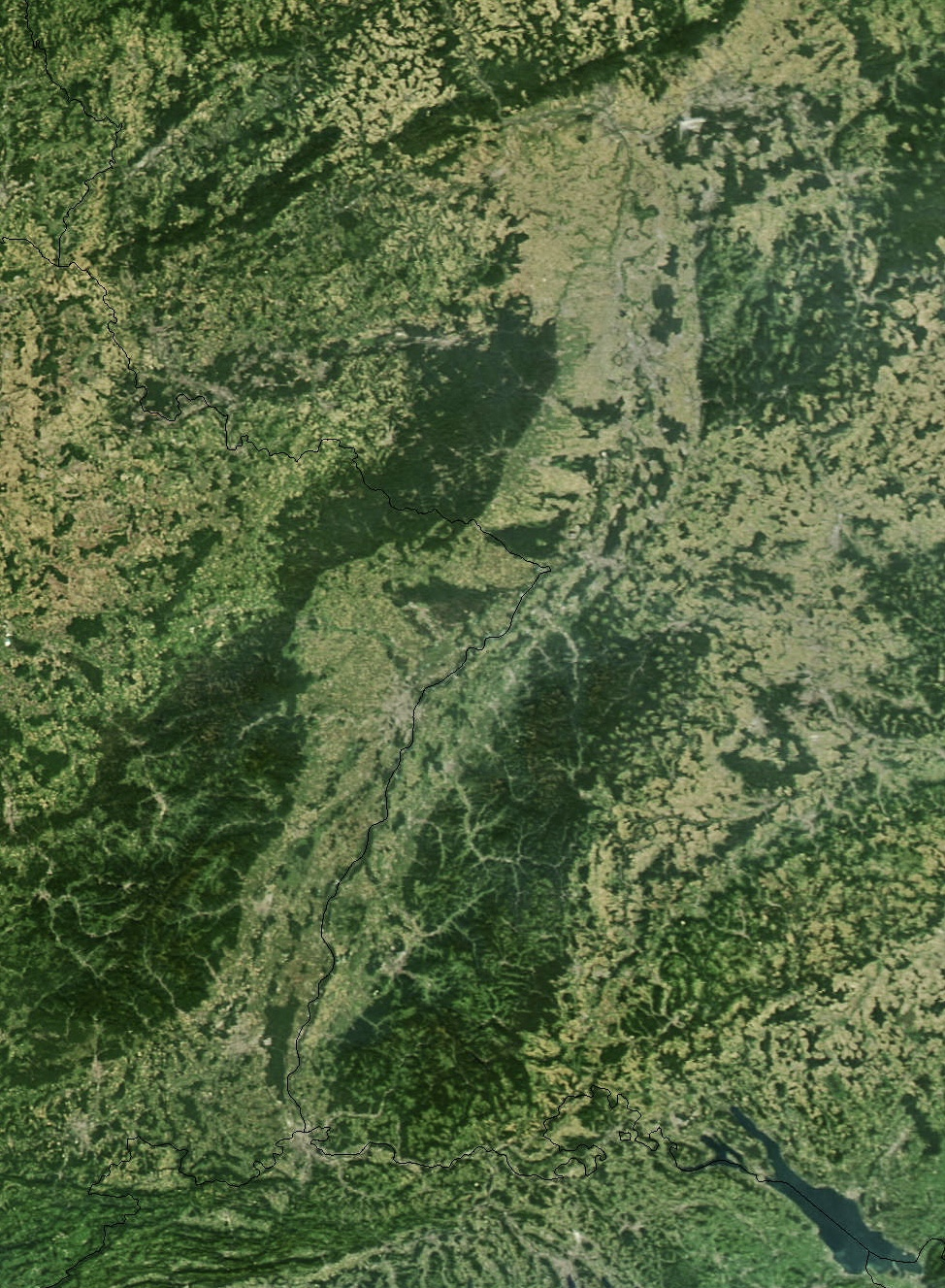
Satellitenaufnahme des Oberrheinischen Tieflands und seiner Umgebung.

Die Oberrheinische Tiefebene, vor allem naturräumlich auch Oberrheinisches Tiefland oder seltener Oberrhein-Untermain-Senke genannt, ist ein etwa 300 km langes und bis zu 40 km breites Tiefland am oberen Mittellauf des Rheins (dem Oberrhein), das sich zwischen den Städten Basel (Schweiz) im Süden und Frankfurt am Main (Deutschland) im Norden erstreckt.
Die Ebene entstand durch einen Grabenbruch, der tief in die Erdkruste hineinreichte und später mit Sedimenten verfüllt wurde. Er wird als Oberrheingraben bezeichnet.

## Geographie

### Lage
Die Oberrheinische Tiefebene wird vom Rhein – und zwar von seinem etwa 350 km langen Abschnitt Oberrhein, nach dem sie benannt ist – durchflossen. Der südlichste Teil der Ebene liegt in der Nordwestschweiz um die Stadt Basel, der südwestliche Abschnitt in den nordostfranzösischen Départements Haut-Rhin und Bas-Rhin (Elsass), der nordwestliche Teil und das Gebiet östlich des Rheins gehören zu Deutschland (Bundesländer Baden-Württemberg, Rheinland-Pfalz und Hessen). Die oft randscharf begrenzte Ebene ist der nach Sedimentauffüllung verbleibende morphologische Ausdruck des Oberrheingrabens, einer der größten geologischen Strukturen in Mitteleuropa (siehe Abschnitt Oberrheingraben). An der Erdoberfläche sind die Grabenränder sehr unterschiedlich ausgeprägt; sie reichen von kaum 100 Metern Höhenunterschied zum Kraichgau hin bis zu weit über 1000 Metern im Schwarzwald und den Vogesen.
Naturräumlich umfasst das sogenannte Oberrheinische Tiefland auch das Rhein-Main-Tiefland, das nach Nordosten dem Unterlauf des Mains und der Wetter (nordwärts durch die Wetterau) flussaufwärts folgt.

### Naturräumliche Gliederung in Deutschland

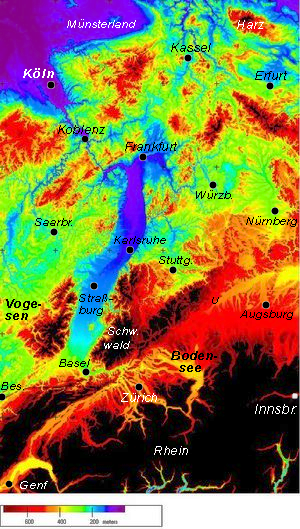
Oberrheingraben (blau) zwischen Basel und Frankfurt inmitten randlich angegliederter Mittelgebirge (grün bis braun); Farbgebung nach digitalem Höhenmodell

Die deutschen Anteile des Oberrheinischen Tieflands gliedern sich wie folgt:
- D53 Oberrheinisches Tiefland (Oberrhein- und Maingraben)
  - 20 Südliches Oberrheintiefland
    - 200 Colmar-Neuenburger Rheinebene
    - 201 Markgräfler Hügelland
    - 202 Freiburger Bucht
    - 203 Kaiserstuhl

  - 21 Mittleres Oberrheintiefland
    - 210 Offenburger Rheinebene
    - 211 Lahr-Emmendinger Vorberge
    - 212 Ortenau-Bühler Vorberge

  - 22 Nördliches Oberrheintiefland
    - 220 Haardtrand
    - 221 Vorderpfälzer Tiefland
    - 222 Nördliche Oberrheinniederung
    - 223 Hardtebenen
    - 224 Neckar-Rhein-Ebene
    - 225 Hessische Rheinebene
    - 226 Bergstraße
    - 227 Rheinhessisches Tafel- und Hügelland (= Alzeyer Hügelland im weiteren Sinne)
    - 228 Unteres Nahehügelland[9]
    - 229 Untere Naheebene

  - 23 Rhein-Main-Tiefland
    - 230 Messeler Hügelland
    - 231 Reinheimer Hügelland
    - 232 Untermainebene
    - 233 Büdingen-Meerholzer Hügelland[10]
    - 234 Wetterau
    - 235 Main-Taunusvorland
    - 236 Rheingau
    - 237 Ingelheimer Rheinebene

### Gewässer
Alle größeren Fließgewässer in der Oberrheinischen Tiefebene besitzen ihre Quellen in den umgebenden oder in weiter entfernten Mittelgebirgsregionen und münden sämtlich in den Rhein. Die mehr als 200 km langen Nebenflüsse sind rechtsrheinisch Neckar und Main, linksrheinisch Ill und Nahe. Seen natürlichen Ursprungs gibt es, meist als ehemalige und teilweise verlandete Flussschleifen, kaum noch; die heutigen Stillgewässer sind im Wesentlichen sogenannte Baggerseen aus industriellem Sand- und Kiesabbau. Polder, die entlang des Oberrheins zum Hochwasserschutz angelegt wurden, können bei Bedarf geflutet werden.

### Klima

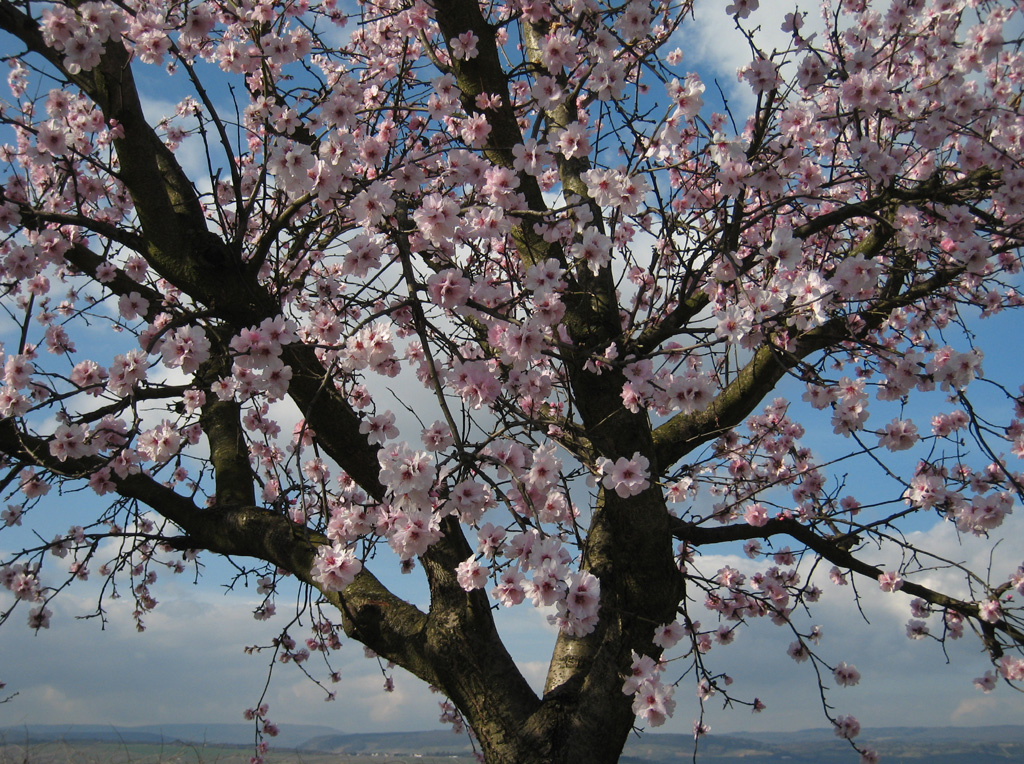
Mandelblüte in Rheinhessen

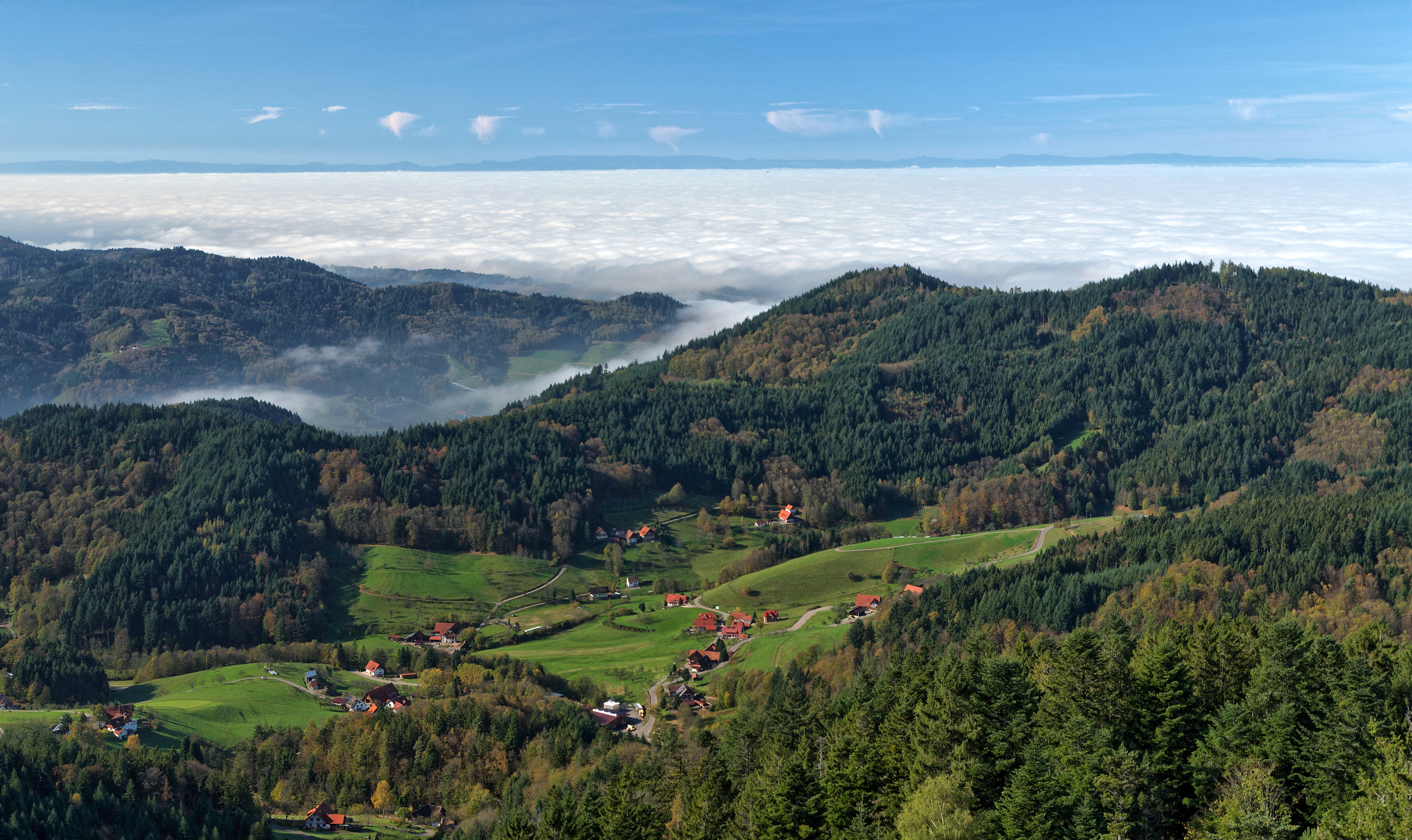
Inversionswetterlage mit Nebel zwischen dem Schwarzwald (bei Seebach) im Vordergrund und den Vogesen im Hintergrund

Der Oberrheingraben und seine Randzonen zu den Gebirgen hin gelten als die wärmste Region Deutschlands. Sie hat die wärmsten Sommer und nach dem Niederrhein die zweitmildesten Winter bei geringen bis mäßigen Niederschlägen. Die Jahresdurchschnittstemperaturen erreichen teilweise um 12 °C; im wärmsten Monat Juli liegen die Durchschnittswerte um oder sogar knapp über 20 °C, was in Deutschland mit Ausnahme einiger Ballungsräume (Rhein-Main-Zentren, Berlin-Mitte; vgl. urbane Wärmeinsel) nirgendwo erreicht wird. Ursache dafür sind häufige Südwest-Wetterlagen mit Luftmassen aus dem westlichen Mittelmeerraum; Föhn-Effekte durch absinkende Luft an der westlichen Grabenbruchkante können zusätzliche Temperaturerhöhungen bewirken. Die Niederschlagsmengen nehmen nach Osten hin zu, weil es an der östlichen Bruchkante zu Steigungsregen kommt. Der sommerlichen Wärme stehen aber die für die kalte Jahreszeit typischen Inversionswetterlagen gegenüber, bei denen sich in der Ebene Kaltluft-„Seen“ bilden. Sie können wegen der die Sonneneinstrahlung reflektierenden Nebel oder Hochnebel wochenlang anhalten.

## Geologie

### Kenngrößen
- Dehnung der Erdkruste in WNW-OSO-Richtung von 6 bis 8 km
- Seitenverschiebung der linksrheinischen Gebiete nach Südwesten vermutlich <5 km
- Absenkung der Erdoberfläche im Graben bis etwa 4 km, fast vollständig aufgefüllt mit Sedimenten
- Aufwölbung der Kruste-Mantel-Grenze von anfänglich 30 auf 25 bis 26 km
- Anhebung der Grabenschultern bis zu 2,5 km
- Erodierte Gesteinssäule auf den Grabenschultern bis zu 1,5 km

### Oberrheingraben

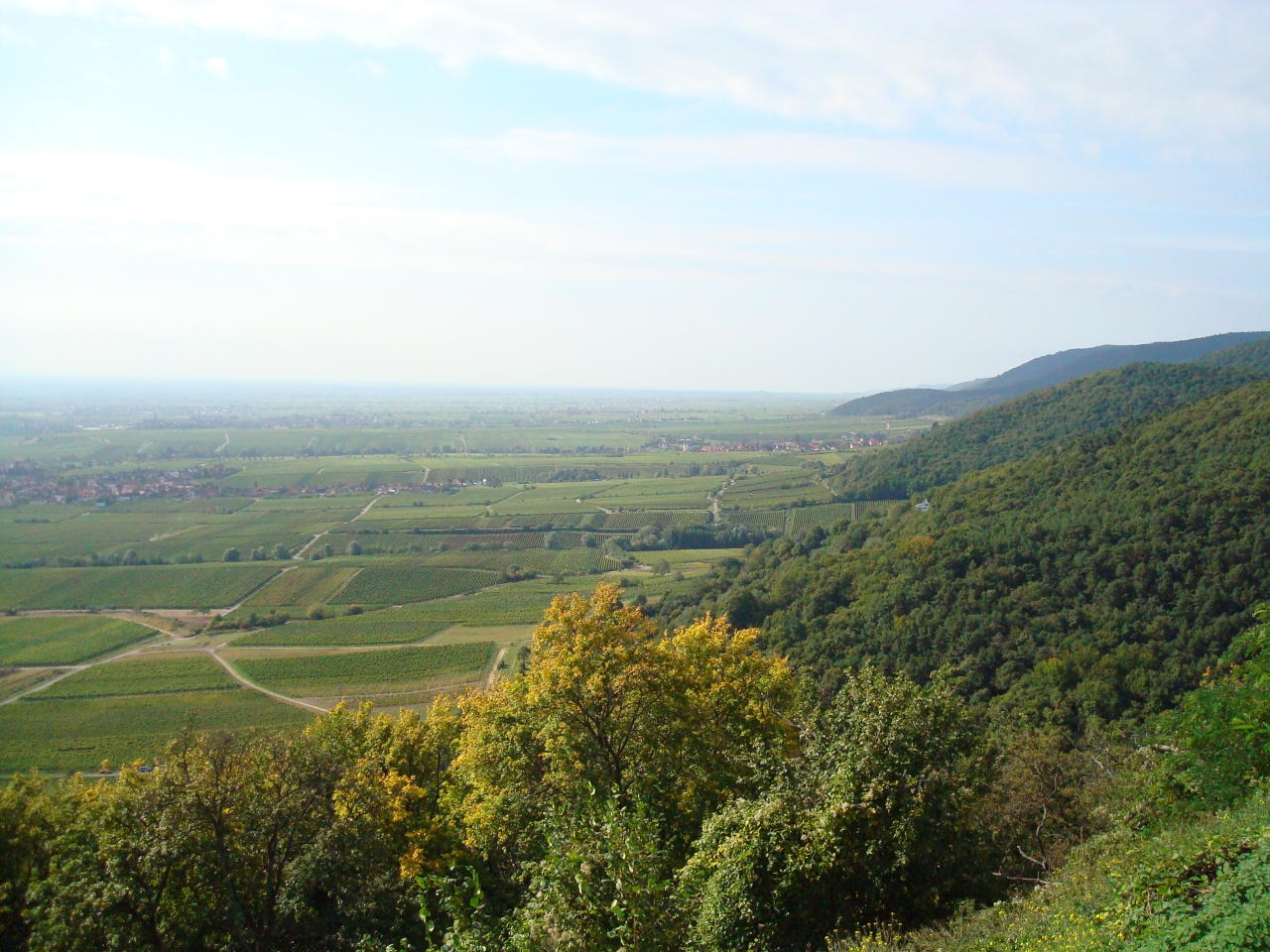
Westliche Bruchstufe zur Rheinebene südlich von Neustadt an der Weinstraße: Blick vom Schlossberg nach Südsüdwest

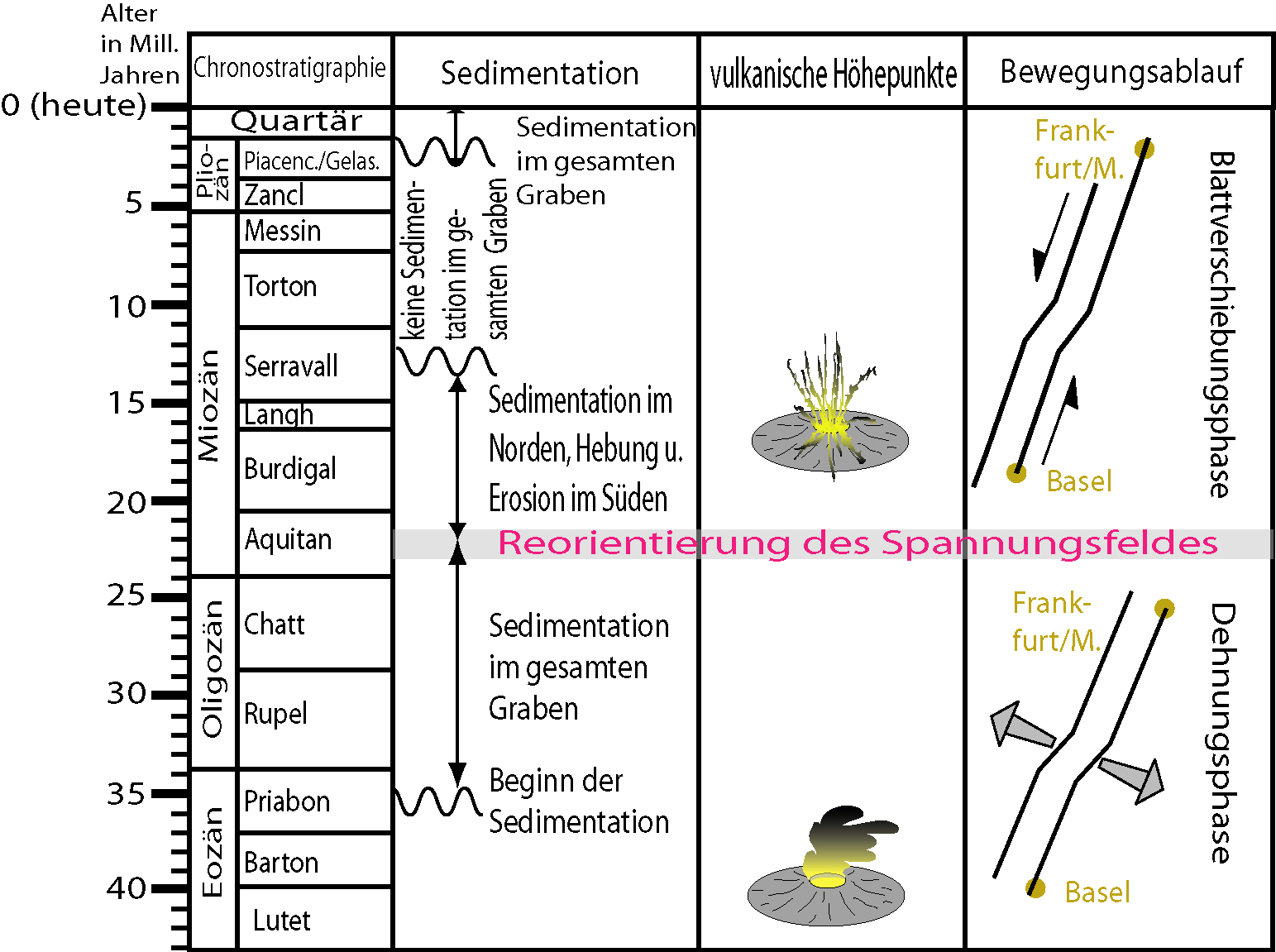
Abriss der oberrheinischen Grabenentwicklung

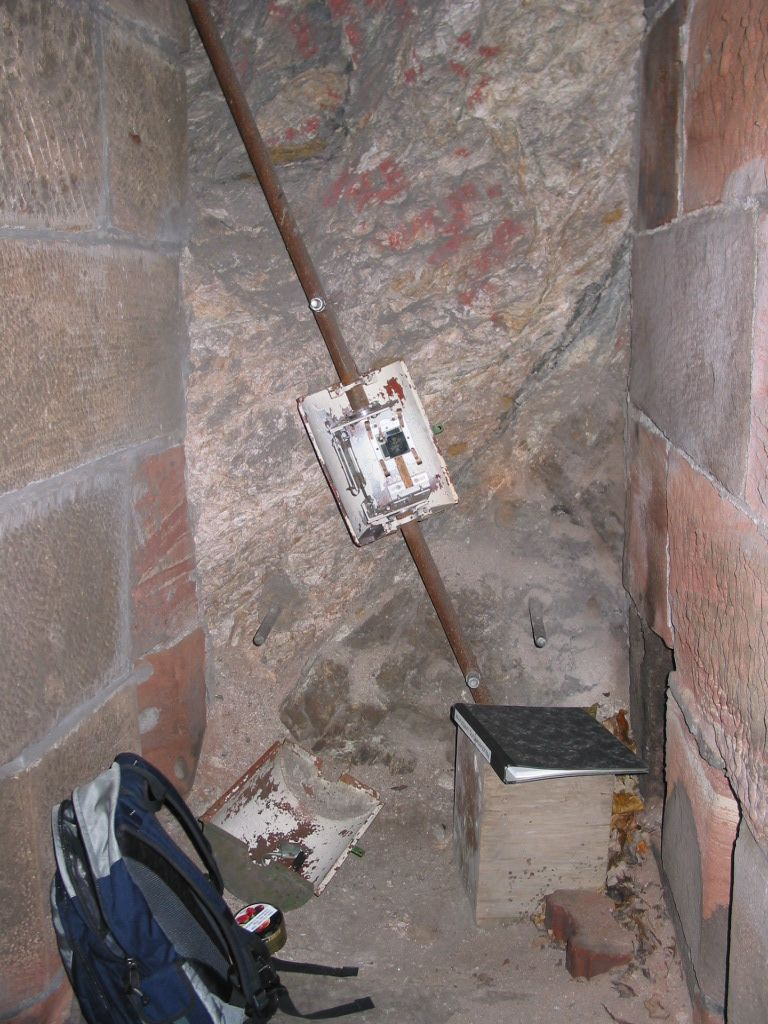
Schwarzwald Hauptrandverwerfung im Lorettobergtunnel
Durch den Lorettoberg zieht sich die östliche Hauptrand-Verwerfung des Oberrheingrabens; Beim Ausmauern des Tunnels wurde ein „geologisches Fenster“ offen gelassen, in dem die Verwerfung zu sehen ist und das weitere Absinken des Oberrheingrabens gemessen wird.

Der Oberrheingraben ist eines der zentralen Segmente einer Grabenbruchzone, die sich von der Nordsee bis in das westliche Mittelmeer erstreckt (Mittelmeer-Mjösen-Zone). Die früher vertretene These, dass für die Entstehung eine subkrustale Wärmequelle (Plume) verantwortlich sei (Aktives Rifting), ist nach neueren Befunden aus der Geophysik und Geodynamik nicht haltbar. Ursache für die Entstehung der Grabenzone waren vielmehr Zugspannungen in Erdkruste und Erdmantel, die zum sogenannten Passiven Rifting führten, einer Dehnung der Erdkruste, die auch ihre Ausdünnung zur Folge hatte. Deswegen senkte sich die Erdoberfläche in der Grabenzone ab. Dagegen wölbte sich die Kruste-Mantel-Grenze (Moho) unter dem Graben auf.
Im Bereich des Oberrheingrabens wurden zeitgleich die Gebiete westlich und östlich zu den Grabenschultern von Vogesen/Pfälzerwald bzw. Schwarzwald/Odenwald emporgehoben. Ein Teil des entstandenen Reliefs wurde durch Sedimentation, die in den abgesunkenen Graben hinein erfolgte, sowie Erosion der gehobenen Schultern ausgeglichen.
Die Entstehung des Oberrheingrabens begann vor über 50 Millionen Jahren. Sie verlief im Wesentlichen in zwei Phasen:
In Phase I vor 50 bis 20 Millionen Jahren herrschte in Mitteleuropa ein Dehnungsregime. Die Dehnung wurde im Oberrheingrabengebiet an bereits vorhandenen Verwerfungen lokalisiert. Es kam über die gesamte Länge des Grabens zwischen Frankfurt und Basel zu einer Absenkung der Erdoberfläche und Ablagerung von Sedimenten. Die randlichen Gebiete hoben sich zu Grabenschultern heraus.
Mit dem Übergang in Phase II wurde die Dehnung durch ein Blattverschiebungsregime abgelöst. Die Gebiete westlich des Oberrheingrabens (Elsass, Pfalz, Rheinhessen) verschoben sich relativ zu den rechtsrheinischen Gebieten nach Südwesten. Die weitere Absenkung im Graben beschränkte sich auf das Grabensegment nördlich der Stadt Karlsruhe. Dagegen unterlagen die anderen Grabenabschnitte samt den randlichen Schultern der Hebung und Erosion. Das Blattverschiebungsregime ist heute weiterhin aktiv. Allerdings hat sich in jüngerer geologischer Vergangenheit die Größe und Ausrichtung der Spannungen in der Erde geringfügig geändert, sodass wieder Sedimentation im gesamten Grabenbereich stattfindet.

### Erdbeben

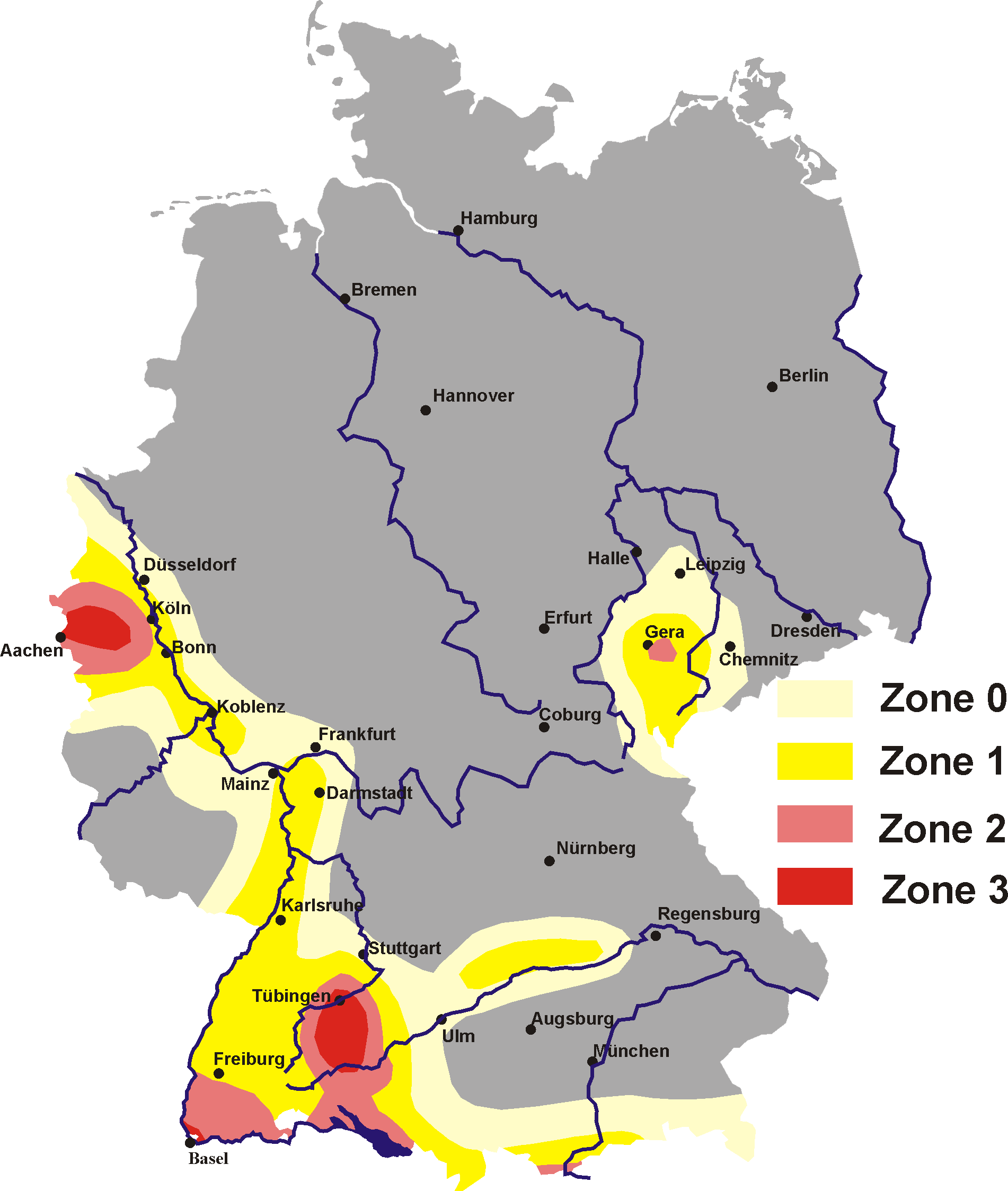
Erdbebenzonen in Deutschland nach DIN 4149

Der Oberrheingraben ist ein Gebiet erhöhter Seismizität. Die Erdbeben sind im Allgemeinen von geringer Stärke und Intensität (gemäß der MSK-Skala). Es kommt durchschnittlich alle paar Monate zu einem Erdbeben der Stärke 3, das von Menschen in der unmittelbaren Umgebung des Epizentrums gespürt werden kann. Ungefähr alle zehn Jahre sind überregional wahrnehmbare seismische Erschütterungen mit Stärken größer als 5 und leichten Schäden zu erwarten.
Eine Ausnahme stellt die Region um Basel und den angrenzenden Schweizer Jura dar. Dort traten in Mittelalter und Neuzeit Beben auf, die – wie etwa das Basler Erdbeben von 1356 – beträchtliche Zerstörungen bewirkten. Es wird vermutet, dass diese Erdbeben mit der fortdauernden Überschiebung des Schweizer Juras auf den südlichen Oberrheingraben in Verbindung stehen.
Erdbeben werden in weiten Bereichen des Oberrheingrabens bis in Tiefen von etwa 15 km hinunter ausgelöst. In noch größeren Tiefen verformen sich die Gesteine aufgrund der hohen Temperaturen durch raumgreifendes Kriechen. Ein Versatz von Gesteinsschichten entlang von Verwerfungen, der eine Voraussetzung für das Auftreten von Erdbeben wäre, findet im Oberrheingrabengebiet nicht mehr statt.

### Vulkanismus

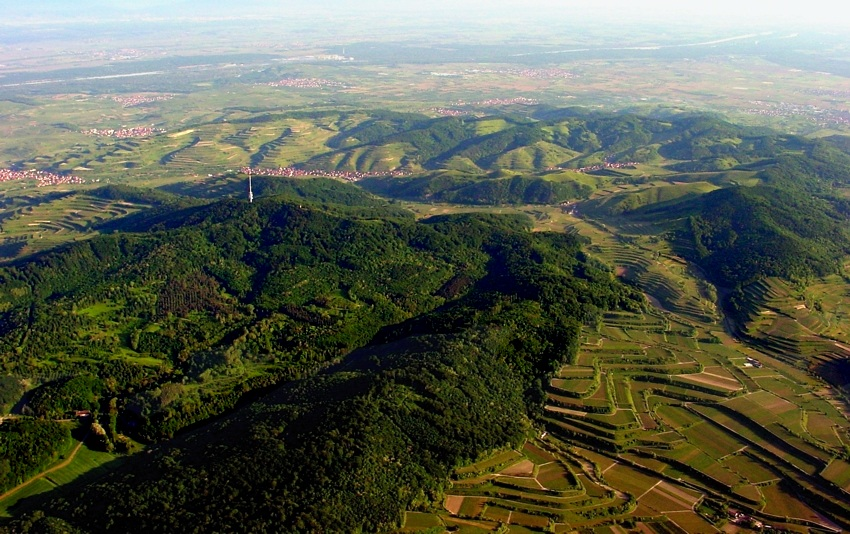
Der Kaiserstuhl

In Südwestdeutschland mit dem Oberrheingrabengebiet sind Überreste einstiger Vulkane weit verbreitet (z. B. Kaiserstuhl, Hegau, Schwäbischer Vulkan, Steinsberg, Katzenbuckel, Pechsteinkopf, Otzberg). Die meisten Vulkanite sind um die 40 Millionen Jahre alt, ein zweiter vulkanischer Höhepunkt war vor 18 bis 14 Millionen Jahren. Die Magmen stammen fast ausschließlich aus einem bis zu 2 % aufgeschmolzenen Teilbereich des Erdmantels (Asthenosphäre). Er befindet sich unter Südwestdeutschland in Tiefen von über 70 km. Die Magmen stiegen aus diesen Tiefen nahezu unverändert bis an die Erdoberfläche auf und erstarrten vorwiegend als Nephelinite und Melilithite. Nur lokal entwickelten sich beim Aufstieg andere Magmenzusammensetzungen (z. B. am Kaiserstuhl).
Im Gebiet des nördlichen Oberrheingrabens finden sich vulkanische Relikte, die zum Teil noch in die Oberkreide datiert werden und mit der Frühphase der Grabenbildung in Zusammenhang stehen.
Eine Grabenbildung kann durch die Ausdünnung der Erdkruste zur Entstehung thermischer Anomalien im Erdmantel führen. Die Anomalien rufen die Produktion magmatischer Schmelzen und Vulkanismus an der Erdoberfläche hervor. Im Oberrheingrabengebiet entstand jedoch keine solche thermische Anomalie, weil der Erdmantel wegen der langsam erfolgten Dehnung bei seinem Aufstieg abkühlte. Es wird eher ein Zusammenhang zwischen dem Vulkanismus und der Entstehung der Alpen vermutet, weil bedeutende geologische Ereignisse im Alpenraum zeitlich mit den Höhepunkten vulkanischer Aktivität in Südwestdeutschland zusammenfielen.

## Wirtschaft

### Wirtschaftsregionen

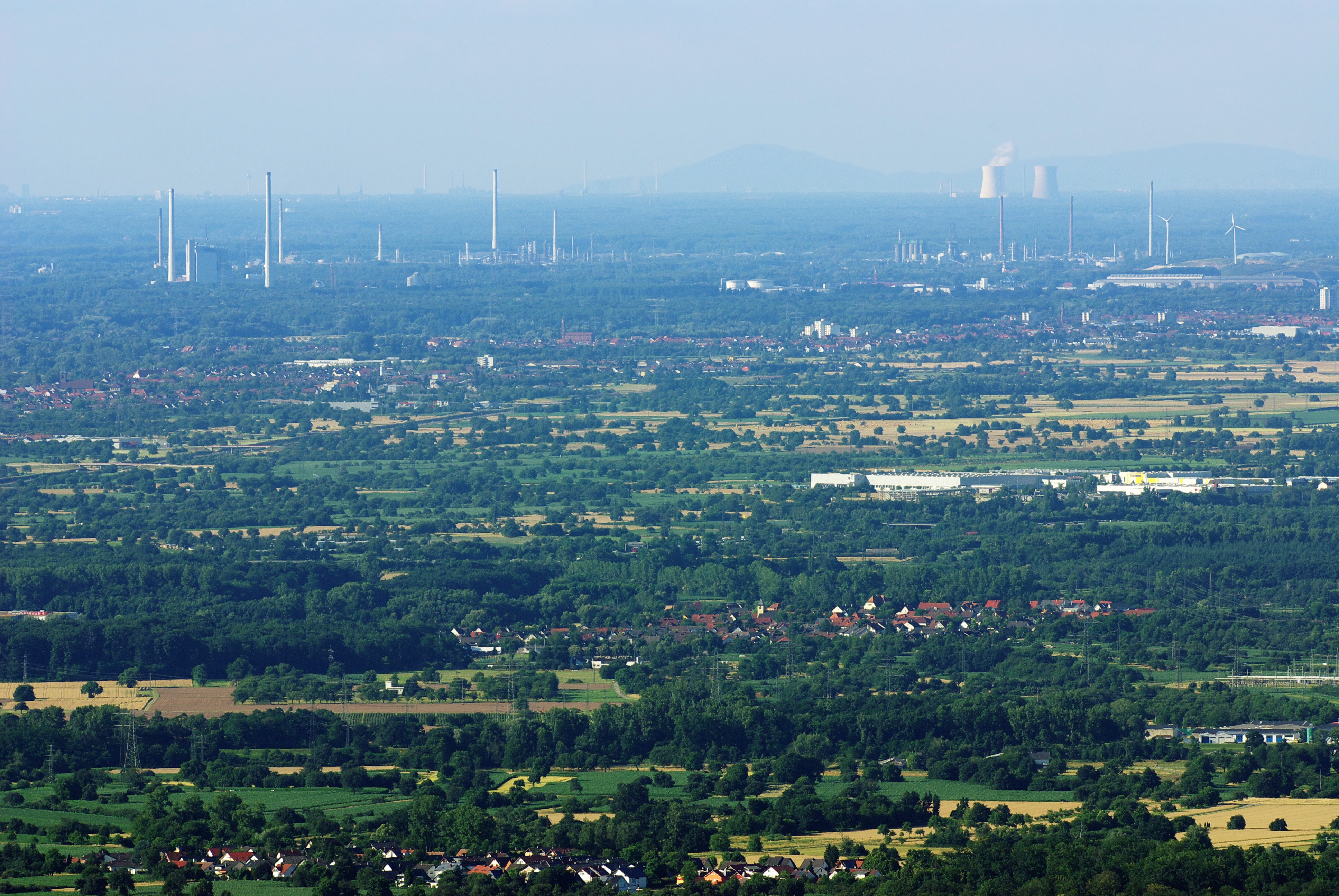
Blick entlang der Rheinebene vom Fremersberg im Nordschwarzwald zum 112 km entfernten Melibokus im Odenwald

In der dicht besiedelten Rheinebene gibt es folgende bedeutende Wirtschaftsregionen: die Trinationale Metropolregion Oberrhein mit den Städten Straßburg, Mülhausen und Colmar (F), Karlsruhe und Freiburg (D) sowie Basel (CH), in Deutschland die Metropolregion Rhein-Neckar mit Mannheim, Ludwigshafen und Heidelberg sowie das Rhein-Main-Gebiet mit Frankfurt am Main, Offenbach, Darmstadt, Mainz und Wiesbaden.

### Bodenschätze

#### Grundwasser
Der Oberrheingraben ist mit sehr jungen Sedimenten bedeckt. Der Sand und der Kies, die den Grundwasserleiter aufbauen, stammen aus dem Eiszeitalter des Pleistozäns sowie aus der Jetztzeit, dem Holozän. Im Raum zwischen Basel und Frankfurt deckt das örtliche Grundwasser mehr als drei Viertel des Trinkwasserbedarfs der Bevölkerung (im Elsass, in Baden-Württemberg, Rheinland-Pfalz und Hessen) sowie mehr als die Hälfte des von der lokalen Industrie benötigten Wassers. Auch die Bewässerung der zahlreichen landwirtschaftlich genutzten Flächen erfolgt fast vollständig aus dem Grundwasser mit Ausnahme großer Flächen in der Vorderpfalz, die mit Rheinwasser beregnet werden. Wie in einen Trichter fließt der Niederschlag aus den Hochebenen und den Randgebirgen unterirdisch und über zahlreiche Bäche und kleine Flüsse in die Rheinebene und speist ein riesiges Grundwasserreservoir.
Der Grundwasserleiter ist mehrschichtig aus verschiedenen Sand- und Kieslagen unterschiedlicher Korngrößen mit dazwischen liegenden, oft meterdicken stauenden Ton- und Schluffschichten aufgebaut. Seine Basis (Sohle) liegt im Raum Karlsruhe zwischen 70 m und 260 m Teufe, erreicht im Raum Mannheim/Heidelberg (Heidelberger Loch) eine Teufe von mehr als 500 m und steigt nach Norden wieder an. Trinkwasserbrunnen werden bis zu Teufen von 300 m und sogar bis 400 m Teufe ausgebaut. Das Problem dabei ist die zunehmende Temperatur des Wassers aufgrund des sogenannten geothermischen Gradienten (geothermische Tiefenstufe), die im Oberrheingraben höher ist (tektonische Schwachzone). Das Grundwasser aus den tieferen Wechsellagen (> 100/150 m) ist gut geschützt, von Umweltbelastungen nahezu frei, von hervorragender Qualität (ausgenommen regionale geogene Einflüsse z. B. Arsen, Methan, Brackwasser) und hat je nach Entnahmeteufe letztmals vor 5.000 bis 20.000 Jahren am natürlichen Kreislauf teilgenommen.
Der Oberrhein-Aquifer ist mit einer geschätzten Größe von 45 Milliarden m3 einer der größten Grundwasserleiter Mitteleuropas. Sein Wasserspiegel ist meist bereits wenige Meter unter der Erdoberfläche zu finden, in Flussauen, Auftriebsquellen und Seen auch oberirdisch. Der so genannte Flurabstand ist dabei sehr unterschiedlich und im Süden des Gebietes größer.
Im Hessischen Ried trägt der Wasserbeschaffungsverband Riedgruppe Ost in Zusammenarbeit mit Hessenwasser wesentlich zur Trinkwasserversorgung des Rhein-Main-Gebietes bei. Zugleich entnimmt der Wasserverband Hessisches Ried im Wasserwerk von Biebesheim dem Rhein zum Zweck der Grundwasseranreicherung bis zu 5400 m3 Wasser pro Stunde. Dies entspricht an diesem Stromabschnitt einem Tausendstel der mittleren Abflussmenge.

#### Erdöl

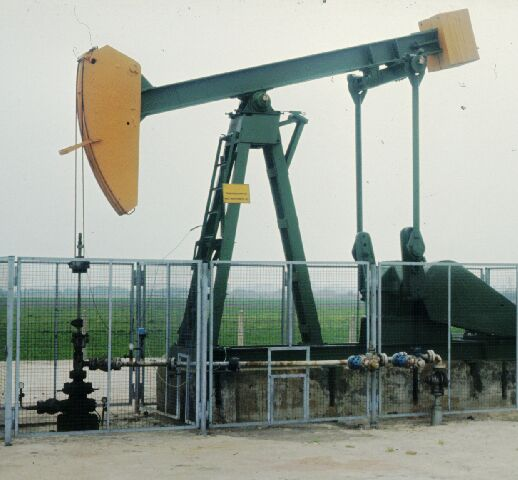
Erdöltiefpumpe

Vor allem in tieferen Schichten, teilweise aber auch oberflächennah, fand und findet sich Erdöl. Die Vorkommen in Merkwiller-Pechelbronn (Elsass) sind seit 1498 belegt und gehören weltweit zu den ersten, die ausgebeutet wurden. Der Name Pechelbronn bedeutet „Pechbrunnen“ und weist auf das aus der Erde hervortretende Öl hin. Nach dieser ältesten Erdölquelle werden die Vorkommen im Oberrheingraben als Pechelbronner Schichten bezeichnet. Zwischen 1952 und 1994 und seit 2018 wieder, wird im Hessischen Ried Erdöl gefördert, bis 1979 auch Erdgas. Noch heute wird in der Nähe von Landau in der Pfalz in geringen Mengen Öl gefördert, seit 2008 auch bei Speyer.
Angesichts steigender Rohstoffpreise und zu Ende gehender Erdölressourcen wird auch in der Rheinebene wieder nach Erdöl gesucht, so seit 2011 durch die Unternehmen Geopetrol und Millennium Geoventure bei Soufflenheim im Elsass. Ab Dezember 2011 betrieb das polnische Unternehmen Geofizyka Toruń im Auftrag von Rhein Petroleum aus Heidelberg im Rahmen des Projekts „Erdölsuche am nördlichen Oberrhein“ dreidimensionale seismische Vermessungen, um Erdölreserven nachzuweisen.

#### Geothermie

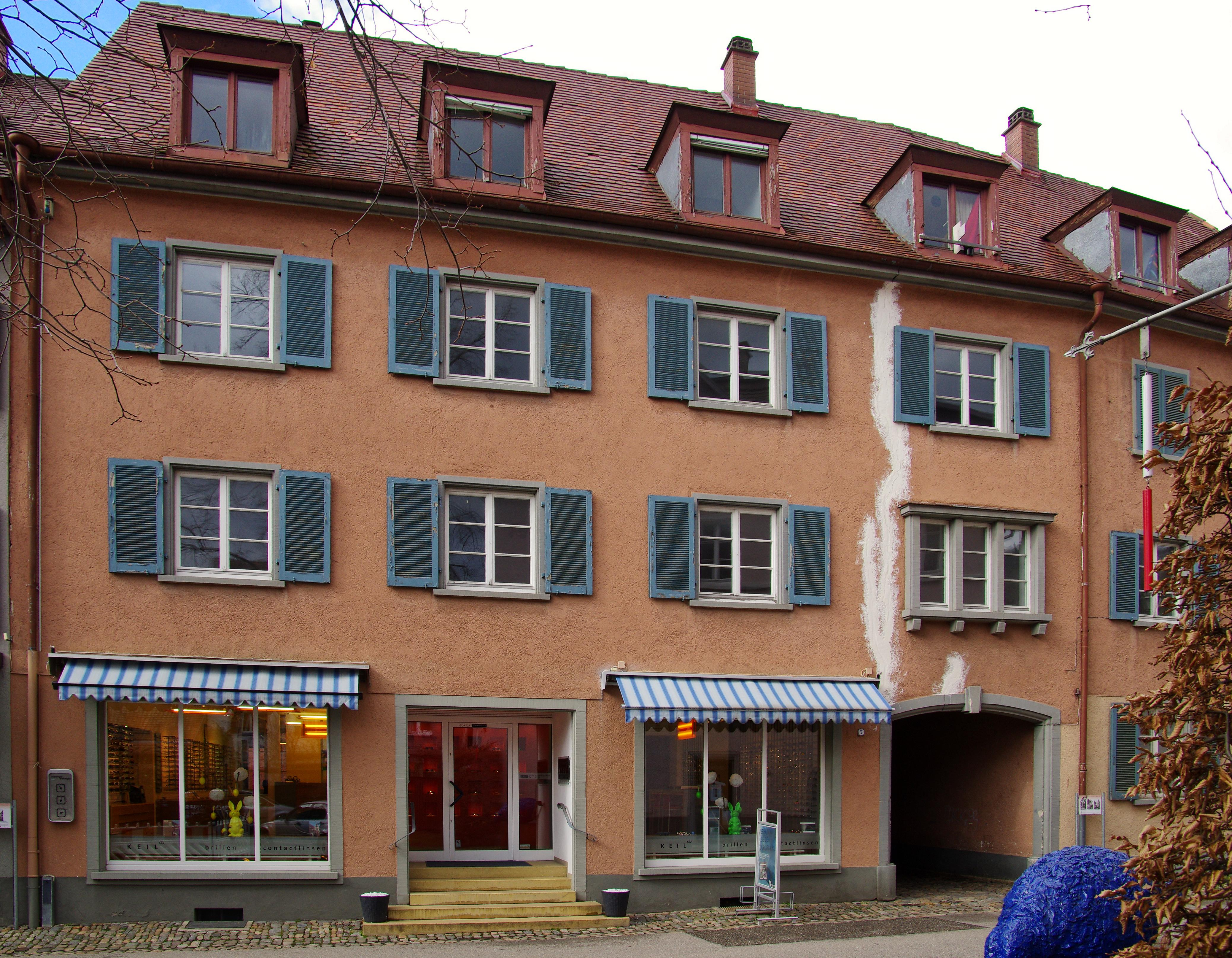
Hebungsrisse (weiße Gipsmarke) nach Geothermieprojekt

In neuerer Zeit begann die Nutzung von Erdwärme: Im Bereich des Oberrhein-Aquifers sind mehrere Anlagen in Niederenthalpie-Lagerstätten im so genannten Hot-Dry-Rock-Verfahren (HDR) in Betrieb. So ging z. Bsp. das Geothermiekraftwerk Soultz-sous-Forêts im Elsass (Frankreich) 2016 ans Netz; das Geothermieheizkraftwerk Rittershoffen nördlich von Straßburg ist seit 2016 in Betrieb (gilt heute als hydrothermales Kraftwerk), außerdem ist das Geothermiekraftwerk Landau (Rheinland-Pfalz) seit 2007 in Betrieb (gilt heute ebenfalls als hydrothermales Kraftwerk).
An der Vorbergzone zum Schwarzwald ergaben sich die Hebungsrisse in Staufen im Breisgau. Ein Bohrprojekt in Kleinhüningen bei Basel (Deep Heat Mining Basel) wurde nach dabei erzeugten Erdbeben gestoppt.

#### Kies, Sand und Ton
Entlang des Rheins wurde und wird in größeren Mengen Kies und Sand abgebaut, um als Baustoff Verwendung zu finden. Daher finden sich besonders entlang der A 5 viele Baggerseen, die oft zum Baden freigegeben sind. Aus den Rheinkiesen wird auch etwas Gold gewonnen. Ton, früher für die Herstellung von keramischem Geschirr gebraucht, wird in mittlerweile sehr begrenztem Umfang für die Ziegelherstellung abgebaut.

#### Lithium
Europas größtes und eines der weltweit größten Vorkommen an Lithium wird im 300 km langen und bis zu 40 km tiefen Oberrheingraben vermutet. Das Unternehmen Vulcan Energie, das derzeit dort eine Pilotanlage betreibt, vermutet 15 Millionen Tonnen Lithium allein in einem untersuchten Teilabschnitt des Oberrheintals. Zum Vergleich: 2021 lag der weltweite Abbau von Lithium bei 85.000 Tonnen. 2024 soll die Produktion in großem technischen Maßstab beginnen, allerdings gibt es derzeit (Stand: 2021) noch keine Genehmigung für Tiefenbohrungen. Diese werden auch durch Anwohner abgelehnt. Grund der Ablehnung ist, dass durch vergleichbare Anlagen in der Oberrheinischen Tiefebene hunderte Erdbeben ausgelöst wurden, beispielsweise durch das Geothermiekraftwerk Insheim 166 Erdbeben bis zum 19. Oktober 2022. Das Geothermiekraftwerk Landau musste nach erheblichen Schäden an Bauwerken und technischen Problemen aufgegeben werden, so befinden sich auf dem Kraftwerksgelände Risse durch Erdhebungen.

### Nahrungs- und Genussmittelproduktion

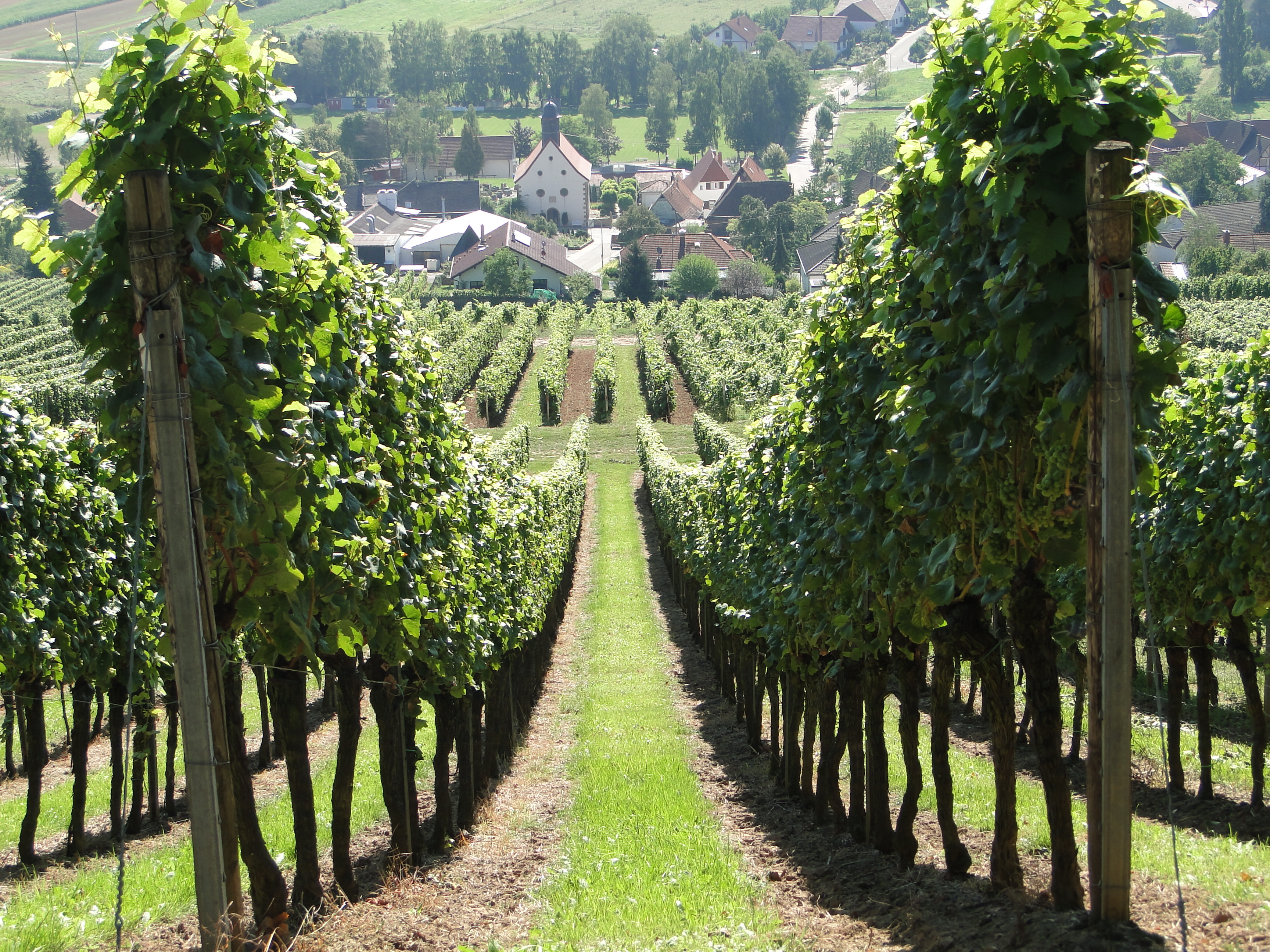
Weinbau, hier in der Südpfalz

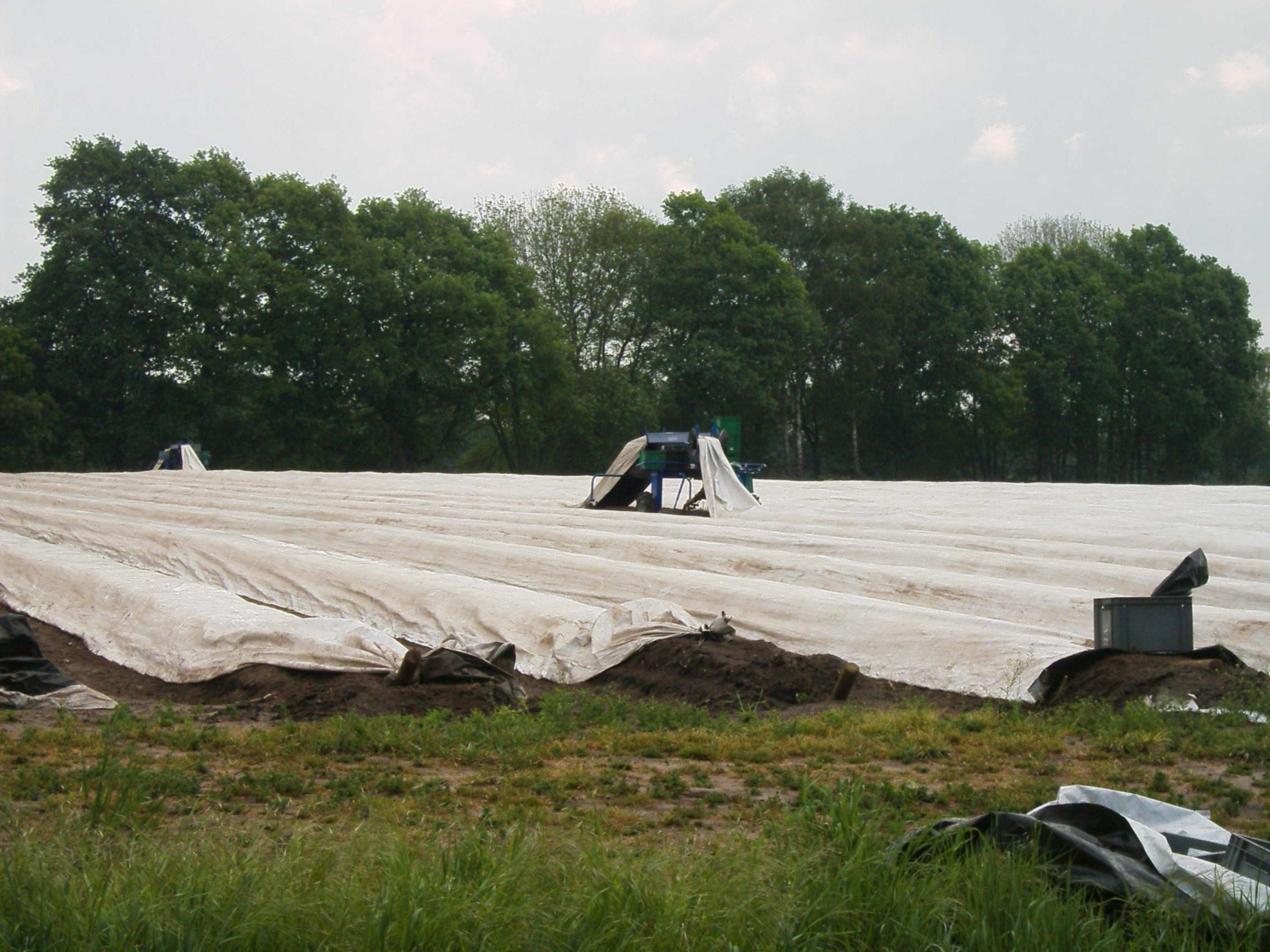
Förderung des Spargelaustriebs durch Abdeckung mit Folie

Der Oberrheingraben verfügt dank des gemäßigten Klimas mit einer hohen Sonnenscheindauer und des mehr als ausreichenden Wasserdargebots durch den Oberrhein-Aquifer über sehr gute Voraussetzungen für die Erzeugung von Nahrungs- und Genussmitteln. Die fruchtbaren Böden haben seit früher Zeit Ackerbau möglich gemacht; das Gebiet wird bis zur Hälfte seiner Fläche landwirtschaftlich genutzt.
An Sonderkulturen werden vor allem Wein, Spargel, Zwetschgen, Süß- und Sauerkirschen, Erdbeeren, verschiedene Gemüse, Hopfen sowie Tabak angebaut. Mit Rheinhessen, der Pfalz und Baden liegen die drei in dieser Reihenfolge flächenmäßig größten deutschen Weinanbaugebiete nahezu vollständig im Oberrheingraben. Die günstigen klimatischen Bedingungen lassen neben Weinreben auch Mandelbäume, Feigen sowie Esskastanien im Freiland gedeihen und Früchte tragen. Der Austrieb der Spargelstangen wird zunehmend durch Abdeckung der Felder mit Kunststofffolie, welche die Bodenerwärmung fördert, zeitlich nach vorne verlagert.